# Olinda Silvano
Olinda Silvano Inuma (Paoyhan, 1969) es una artista amazónica, del pueblo shipibo-konibo, maestra del kené y sanadora peruana.Su trabajo ha sido expuesto en importante instituciones culturales, tanto del Perú como del extranjero. 

## Biografía
Silvano nació en Paoyhan en el departamento de Ucayali. Cuando era niña, aprendió de su abuela el arte del kené, especialidad que continuó al mudarse a la capital, especialmente con el grupo de mujeres conocidas como Las Madres Artesanas de la comunidad de Cantagallo en Lima. Ha participado en la organización de su comunidad para la atención de problemas como emergencia sanitaria por la Covid-19 y la violencia contra las mujeres.

### Migración a Lima
La migración de Silvano a Lima, que se dio por su búsqueda de mejores condiciones de vida,significó un encuentro con el racismo y la discriminación estructural peruana. Fenómenos, que posteriormente, se encargará de reeducar desde su arte. En 2017 fue presidenta de la Asociación AYLLU, organización de mujeres andinas y amazónicas para el cuidado de su conocimiento tradicional y sus derechos al amparo del Convenio 169 de la OIT.

## Vida artística
En su experiencia migratoria utilizaría el arte del kené para "hacer visible la lucha de la mujer indígena migrante" al generar oportunidades laborales para ellas.
Ha expuesto sus trabajos en talleres en la Universidad Nacional Mayor de San Marcos, el Museo de Antropología de Vancouver en Canadá, y ARCOMadrid 2019, en España.